# Hyacinthus transcaspicus
Hyacinthus transcaspicus är en sparrisväxtart som beskrevs av Dmitrij Litvinov. Hyacinthus transcaspicus ingår i släktet hyacinter, och familjen sparrisväxter. Inga underarter finns listade i Catalogue of Life.